# Oligodon albocinctus
Espèce
Synonymes
- Coronella albocincta Cantor, 1839
- Coronella puncticulatus Gray, 1853
- Simotes punctulatus Günther, 1864
- Simotes amabilis Günther, 1868

Oligodon albocinctus est une espèce de serpent de la famille des Colubridae.

## Répartition
Cette espèce se rencontre :
- au Bangladesh ;
- en Birmanie ;
- en Inde, dans les États d'Arunachal Pradesh, Assam et Sikkim ;
- au Népal ;
- en République populaire de Chine, dans la province du Yunnan et au Xizang ;
- au Viêt Nam.

## Publications originales
- Cantor, 1839 : Spicilegium Serpentium Indicorum. part 1 Proceedings of the Zoological Society of London, vol. 1839, p. 31-34 (texte intégral).
- Günther, 1864 : The reptiles of British India, London, Taylor & Francis, p. 1-452 (texte intégral).
- Günther, 1868 : Sixth account of new species of snakes in the collection of the British Museum. Annals and Magazine of Natural History, sér. 4, vol. 1, p. 413-429 (texte intégral).